# زیردریایی آرخانگلسک (کی-۵۲۵)
زیردریایی آرخانگلسک (کی-۵۲۵) (به انگلیسی: Russian submarine Arkhangelsk (K-525)) یک زیردریایی بود که طول آن ۱۴۳ متر (۴۶۹ فوت ۲ اینچ) بود. این زیردریایی  در سال ۱۹۸۰ ساخته شد.